# هيئة المحلفين الهاربة
هيئة المحلفين الهاربة أو (بالإنجليزية: Runaway Jury)‏ رواية لجون غريشام , صدرت في عام 1996 , وحولت في عام 2003 إلى فيلم سينمائي من بطولة جون كوزاك وداستين هوفمان وراشيل وايز وجين هاكمان.

## ملخص
سيلست وود أرملة مدخن توفي على اثر اصابته بسرطان الرئة تقاضي إحدى أكبر شركات التبغ مستعينة بمحام بارز في مقابل موكلو الدفاع هم مجموعة من الفاسدين يسعون بكل السائل للتأثير على قرار الهيئة وبين هذه التجاذبات يبرز نجم المحلف نيكولاس استر الذي يملك تصوره الخاص لسير القضية.